# Titelaufnahme
Titelaufnahme (oder Katalogisat) ist ein Begriff der Bibliotheks- und Buchwissenschaft, mit dem notiert wird, wie Titel in Bibliothekskataloge und Bibliographien aufgenommen werden. 
Einheitliche Regeln bestehen hier nicht, da die Anforderungen an Titelaufnahmen extrem unterschiedlich sind. Auf der einen Seite sind Einheitlichkeit und Standardisierung anzustreben, sie ermöglichen den raschen Vergleich von Einträgen und die Zusammenführung von Informationen in Datenbanken; auf der anderen Seite ist die Abbildung von Eigenarten in einzelnen Bereichen angestrebt: Codices des Mittelalters und Drucke der frühen Neuzeit versucht man in Bibliographien mit den Eigenarten von Ausgaben zu erfassen, so dass man selbst Varianten einer einzelnen Auflage noch identifizieren kann.

## Titelaufnahme, Katalogisat, Titel und Katalog

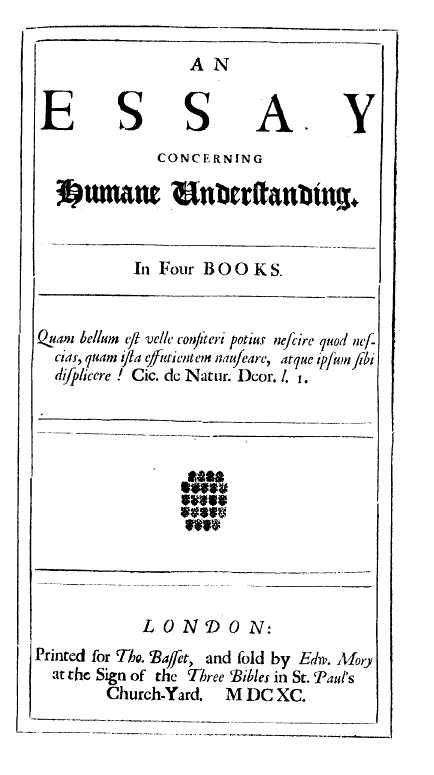
An Essay concerning Humane Understanding (London: T. Basset/ E. Mory, 1690).

Das Ergebnis der Titelaufnahme ist das Katalogisat, das den Datensatz meint, der entsteht, wenn ein Titel in einen Katalog aufgenommen wurde. Ein Katalogisat beschreibt nicht nur Buchtitel. Da in heutigen Bibliotheken auch andere Medien bzw. Datenträger aufgenommen werden, z. B. Musik-CDs und Filme auf DVDs oder Nachschlagewerke auf Datenträgern, kann ein Katalogisat auch diese Art von Titeln repräsentieren. Die Summe der Katalogisate bildet die Grundlage des Kataloges. „Titelaufnahme“ bezeichnet sowohl die Regel, nach der das Katalogisat zu erstellen ist, als auch den Vorgang der Erstellung. Erstellt man eine Titelaufnahme, so schreibt man einen instruktiven Text oder erstellt einen Algorithmus, führt man eine Titelaufnahme durch, so erstellt man ein Katalogisat.

## Anleitung zur detaillierten Erfassung von gedruckten Titeln der Frühen Neuzeit
Das Optimum ist eine Reproduktion des Titelblatts, sie wird in diversen Bibliographien und Katalogen nicht selten in kleinen Abbildungen mitgeliefert. Kommentierte Standardbibliographien wie Gerhard Dünnhaupts Personalbibliographien zu den Drucken des Barock, Bd. 1–6 (Stuttgart, 1990–93) bieten unterschiedliche, doch letztlich ähnliche Alternativen der Transkription des Titelblatts an. Nebenstehende Abbildung kann nach diesem Muster relativ detailliert transkribiert werden. Ziel der Transkription ist es, sichtbar zu machen, welche Informationen das Titelblatt in welcher Betonung bot (darum die Notiz der Zeilenwechsel) und welche es nicht bot (hier etwa fehlt die Angabe des Autors, sie findet sich erst mit den nachfolgenden Ausgaben auf dem Titelblatt):
AN| ESSAY| CONCERNING| [Fraktur:] HUMANE UNDERSTANDING| [Linie]| In Four BOOKS| [Linie]| Quam bellum est velle confiteri potius nescire quod nes-|cias, quam ista effutientem nauseare, atque ipsum sibi| displicere! Cic. De Natur. Deor. I. 1.| [Doppellinie]| [Ornament]| [Doppellinie]| LONDON| Printed for Tho. Basset, and sold by Edw. Mory,| at the Sign of the Three Bibles in St. Paul’s| Church-Yard. MDCXC.
Die vollständige Titelaufnahme umfasst Aussagen zu Frontispiz und Kupfern – Angaben, die im vorliegenden Beispiel entfallen. Bei der eingehenderen Titelaufnahme gilt es zu notieren, in welche Teile das Buch zerfällt. Dabei wird zumeist die dem Bibliographen vorliegende Ausgabe (mit „Standortangabe“, das heißt Angabe der Bibliothek und der Signatur) beschrieben. Sollten andere Ausgaben die einzelnen Partien anders zusammenbinden, wird das nach Wissen des Bibliographierenden eigens notiert. Genauso gut kann der Bibliographierende die korrekte Bindung notieren und vermerken, wie das ihm vorliegende Exemplar von ihr abwich (hier gibt es mitunter erhebliche Unterschiede, etwa wenn Inhaltsverzeichnisse nach Mutmaßung des Binders entweder vor oder hinter den Textblock gefügt wurden). Bei der Seitenzählung kann man unpaginierte Blätter (ein Blatt hat jeweils eine Vorder- und eine Rückseite) zählen oder eine eigene lateinische Paginierung einführen, wie in der nachfolgenden Titelaufnahme. Die Zählung beginnt mit dem Titelblatt, die eckigen Klammern notieren, ob die Angaben im Buch gemacht sind oder vom Bibliographierenden eingeführt wurden. Die Titelaufnahme notiert die einzelnen Partien des Buches wie Widmung, Leservorrede, Text, Inhaltsverzeichnis, Register, und sie notiert Details: Unterschriften und Datierungen sind hier wichtig – im nachfolgenden zeigt sich, dass der Titel durchaus nicht anonym herauskam, der Autor gab in diesem Fall jedoch nicht an, wo und wann er sich von seinem Manuskript trennte. Die letzte Notiz gilt hier dem Format - 4° Quart:  
p.[i] Titelblatt/ p.[iii-vi] Widmung: Thomas Earl of Pembroke and Montgomery, unterzeichnet: John Locke/ p.[vii-xi] "Epistle to the Reader"/ p.[xii] "Errata"/ p.1-362 Text unterteilt in "4 Bücher"/ p.[363-64] Inhalt grober Überblick/ p.[365-84] detailliertes Inhaltsverzeichnis mit Folge der einzelnen Gedanken/ 4°. [Zitiert nach Ausgabe der Henry E. Huntington Library and Art Gallery]
Sollte der Bibliographierende in den Text eingreifen und Zusatzinformationen oder Richtigstellungen etwa bei Pseudonymen liefern, so sollte er dies durch Setzung eckiger Klammern sichtbar machen, so dass erkennbar bleibt, welche Informationen das Buch dem Leser tatsächlich auf welche Weise lieferte.

## Bibliothekarische Regelwerke
Zu den wichtigsten Regelwerken der Bibliothekswissenschaft, dazu, wie Publikationen in Karteikarten oder Datensätzen aufgenommen werden, bieten die folgenden Einzelseiten die eingehenderen Informationen:
- Resource Description and Access (RDA)
- Regeln für die alphabetische Katalogisierung (RAK)
- Preußische Instruktionen (PI)
- Berliner Anweisungen (BA)
- Anglo-American Cataloguing Rules (AACR)
- Empfehlungen der Arbeitsgemeinschaft Alte Drucke beim GBV für die Erschließung Alter Drucke bis 1850 und weitere